# Herbert W. Franke
Herbert Werner Franke (Bécs, 1927. május 14. – Egling, Németország, 2022. július 16.) osztrák sci-fi-író, tudós.

## Élete
Bécsben tanult fizikát, matematikát, kémiát, pszichológiát és filozófiát. 1950-ben doktorált elméleti fizikából. 1957-től szabadúszó íróként dolgozott. 1973 és 1997 között a müncheni Lajos–Miksa Egyetem oktatója volt kibernetikus esztétikából.

## Munkássága
Tudományos-fantasztikus novellái magyarul – többek között – a Galaktika magazinban jelentek meg.

## Művei

### Regények

#### Magyarul
- Az orchideák bolygója(wd);[10] ford. Avarosy Éva, ill. Hegedüs István; Táncsics Kiadó, Budapest, 1970
- Az elefántcsonttorony. Tudományos-fantasztikus regény;[11] ford. Nagy Zsuzsa, utószó Tarján Rezső, életrajz Kuczka Péter; Zrínyi Ny., Budapest, 1974 (Kozmosz fantasztikus könyvek) ISBN 9632110285
- Az orchideák bolygója. Regény; ford. Simóné Avarosy Éva; Phoenix, Debrecen, 1993 (Science fiction & fantasy)

#### Németül
- Das Gedankennetz (1961)
- Der Orchideenkäfig (1961)
- Die Glasfalle (1962)
- Die Stahlwüste (1962)
- Der Elfenbeinturm (1965)
- Mínusz Ypsilon (1976)
- Sirius Transit (1979)
- Schule für Übermenschen (1980)
- Tod eines unsterblichen (1982)
- Transpluto (1982)
- Die Kälte Weltraums (1984)
- Endzeit (1985)
- Dea Alba (Michael Weisser) (1988)
- Hiobs Stern (1988)
- Zentrum der Milchstraße (1990)
- Sphinx_2 (2004)
- Cyber City Süd (2005)
- Auf der Spur des Engels (2006)
- Flucht zum Mars (2007)

### Novellák
- Einstein örökösei (Ötvenedik antológia, 1977)
- Joe, a kiborg (Álmok a jövőről antológia, 2010)

## Díjai
- 2002 Dr. Benno Wolf-díj (barlangászati)
- 1985, 1986, 2007 Kurd-Laßwitz-díj